# Anticorpo de domínio único

Tipos de anticorpos monoclonais com outras estruturas que não os anticorpos que ocorrem naturalmente.

Um anticorpo de domínio único (sdAb), também conhecido como nanocorpo, é um fragmento de anticorpo que consiste em um único domínio de anticorpo monomérico variável. Como um anticorpo inteiro, é capaz de se ligar seletivamente a um antígeno específico. Com um peso molecular de apenas 12–15 kDa, os anticorpos de domínio único são muito menores que os anticorpos comuns (150–160 kDa), compostos de duas cadeias pesadas de proteínas e duas cadeias leves e ainda menores que os fragmentos Fab (~50 kDa , uma cadeia leve e meia cadeia pesada) e fragmentos variáveis de cadeia única (~25 kDa, dois domínios variáveis, um da cadeia leve e outro da cadeia pesada).
Os anticorpos camelídeos de domínio único demonstraram ser tão específicos quanto um anticorpo comum e, em alguns casos, são mais robustos. Além disso, eles são facilmente isolados usando o mesmo procedimento de panagem de fagos usado para anticorpos tradicionais, permitindo que sejam cultivados in vitro em grandes concentrações. O tamanho menor e o domínio único facilitam a transformação desses anticorpos em células bacterianas para produção em massa, tornando-os ideais para fins de pesquisa.
Os anticorpos de domínio único estão sendo pesquisados para múltiplas aplicações farmacêuticas e têm potencial para uso no tratamento de síndrome coronariana aguda, câncer e doença de Alzheimer.

## COVID-19
Anticorpo produzido por lhamas poderia ajudar a combater o COVID-19. O anticorpo se liga firmemente a uma proteína essencial no coronavírus que causa o COVID-19. Essa proteína, chamada proteína spike, permite que a infecção entre nas células hospedeiras. Os testes iniciais indicam que o anticorpo bloqueia vírus que exibem essa proteína de pico de infectar células em cultura. Em 2020, cientistas isolaram anticorpos que se ligavam a cada versão da proteína spike. Um indicou a promessa real de interromper uma infecção que apresenta proteínas espigadas de SARS-CoV-1 de células contaminantes em cultura. O anticorpo chamado VHH-72 se ligou firmemente ao pico de proteínas na SARS-CoV-1. Também evita que um vírus pseudotipado (um vírus que não pode deixar as pessoas doentes e tenha sido geneticamente modificado para exibir cópias da proteína do pico da SARS-CoV-1 em sua superfície) de infectar células.